# Panafricanisme

Bandera d'Etiòpia amb els colors panafricans.

El panafricanisme és un moviment polític, filosòfic i social, que promou l'agermanament africà, la defensa dels drets de les persones africanes i la unitat de l'Àfrica sota un únic Estat sobirà, per a tots els africans, tant de l'Àfrica com de les diàspores africanes. La teoria panafricanista ha estat elaborada principalment per africans de la diàspora americana descendents de persones esclavitzades i africans nascuts a Àfrica a partir de mitjans del segle xx.

## Introducció

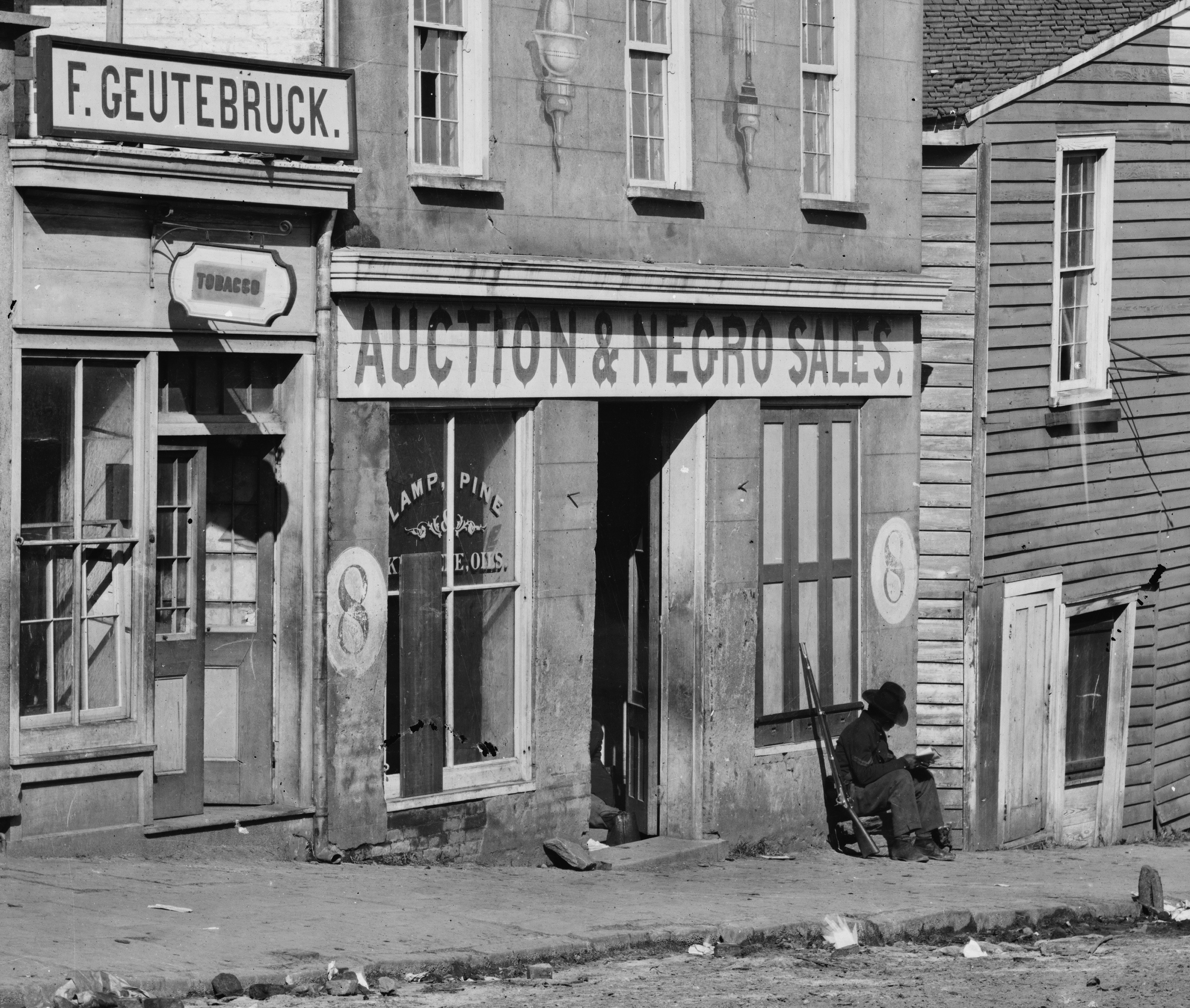
Establiment de venda d'esclaus a Atlanta, Geòrgia.

Habitualment es considera Henry Sylvester Williams i William Edward Burghardt Du Bois com els pares del panafricanisme. No obstant això, aquest moviment social té antecedents que es remunten a principis del segle xix. El panafricanisme ha influït en Àfrica fins al punt de canviar fonamentalment el seu panorama polític, decisiu per a les independències. Així i tot, el moviment no ha aconseguit dues de les seves principals fites: la unitat política i espiritual d'Àfrica sota el mantell d'un únic Estat, i la capacitat de generar condicions de prosperitat per a tots els africans.

### Orígens del terme
L'origen del terme s'insereix en els corrents filosòfic-polítics historicistes del segle xix sobre la destinació dels pobles, i la necessitat de la unitat de grans conjunts culturals o "nacions naturals" a partir de l'expansionisme imperialista occidental. Es discuteix si l'autoria del terme pertany a William Edward Burghardt Du Bois o a Henry Sylvester Williams.

### Definició
A mitjans del segle xx, el panafricanisme s'explicava com a la doctrina política d'agermanament africà que defensava l'alliberament del continent africà dels seus colonitzadors i la instauració d'un Estat que busqués la unificació de tot el continent sota un govern africà. Alguns teòrics com George Padmore afegixen a partir del segon gran conflicte ètnic europeu, la Segona Guerra Mundial, que tal govern panafricà havia de ser gestionat sota les premisses del socialisme científic. Altres teòrics postulen la via del rastafarisme polític, que defensa un govern imperial. Originàriament, el panafricanisme se centrava més en el factor racial que en el geogràfic. Fins i tot avui no són pocs els quals encara avui defensen aquesta via racialista, vists els problemes d'integrar el nord de l'Àfrica, que compta amb una història diferenciada àrab, en una unitat cultural coherent amb l'Àfrica negra. Els objectius del panafricanisme actual, encara sent semblants als dels inicis, han canviat.

## Història del Panafricanisme

### Antecedents

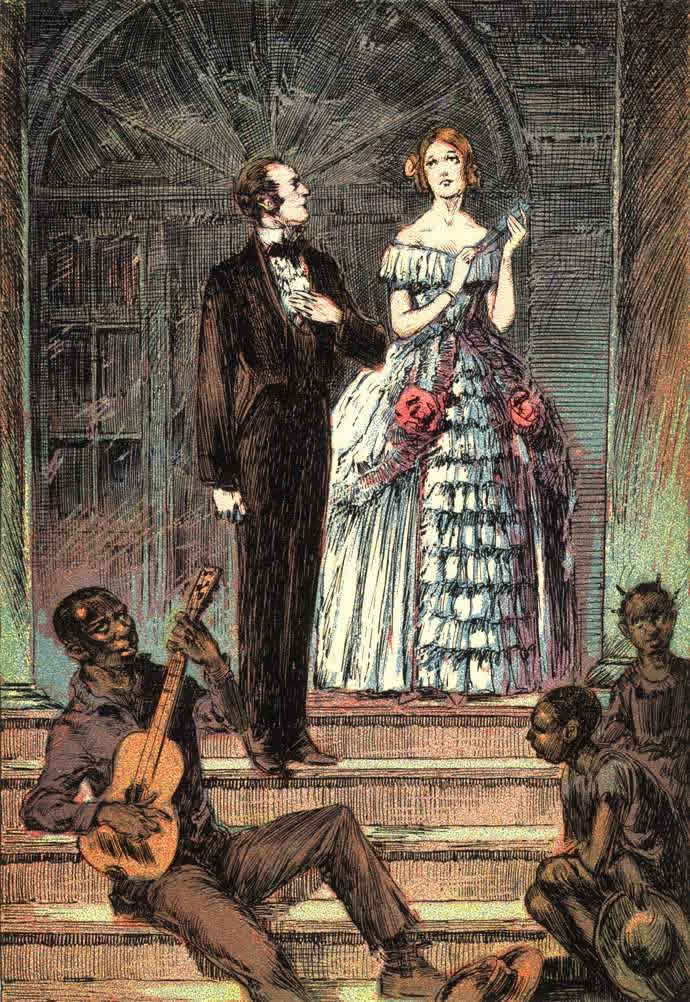
Imatge de 1890 en la qual es mostra el contrast entre una parella norteamericana blanca i la pobresa dels ex-esclaus negres.

A principis del segle xix l'esclavitud seguia vigent en el sud dels Estats Units d'Amèrica però no en el nord, gràcies a una ordenança de 1787 que establia el límit legal en el riu Ohio. Una minoria de persones negres en el nord i els seus descendents, unida als descendents de qui havien estat esclaus, va assolir una certa posició socioeconòmica. Alguns dels representants d'aquesta classe social van començar a desenvolupar primerencament un sentiment de germanor racial que es va traduir en el moviment de "tornada a Àfrica". Entre ells Paul Cuffe, un navilier negre nascut lliure, de pare africà i mare ameríndia, que va portar a terme en 1815 una tímida experiència de repatriació cap a Àfrica antecedent de la Societat Americana de Colonització fundadora de Libèria, però les despeses de l'empresa el van dissuadir.
En el substrat intel·lectual que van propiciar els moviments abolicionistes, van sorgir ja des del principi dues tendències a Amèrica del Nord: D'una banda la dels qui creien que, ja que l'esclavitud acabaria d'una manera o altra, calia buscar una llar per als ex-esclaus a Àfrica, la terra d'origen. Els britànics havien creat una colònia a Sierra Leone entre 1787 i 1808, i allí destinaven part de les persones esclavitzades dels vaixells esclavistes que capturaven.
L'altra opinió, era la de qui afirmaven que els descendents d'esclaus havien de romandre a Amèrica i que fins i tot se'ls havia de proveir de mitjans per a una subsistència independent. Fins i tot entre els abolicionistes més recalcitrants no es creia que la raça negra i la raça blanca poguessin viure en un mateix espai i prosperar sense un perpetu conflicte. Això era pres en consideració per les mateixes persones negres que pensaven que, d'una manera o altra, serien explotats pel sistema de l'home blanc mentre no tinguessin una pàtria pròpia. Però la despesa elevada d'enviar tantes persones a Àfrica, va fer que prevalgués la segona opció.

#### Libèria
Seguint la primera tendència, en 1821 es va crear una colònia prop de Sierra Leone que va ser poblada per ex-esclaus i a la qual es va denominar Libèria, sent declarada independent en 1847. El reverend Edward Wilmot Blyden, un dels promotors intel·lectuals del moviment de tornada a Àfrica, presenta en les seves idees un discurs elaborat de pannegrisme ja molt proper al Panafricanisme. No obstant això les experiències de tornada a Sierra Leone i sobretot en Libèria no van ser positives i els avui dits amèrico-liberians mai es van integrar amb la població local.

#### Pannegrisme filosòfic
Després de la Guerra de Secessió Nord-americana (1860-1864/65) un reduït nombre d'intel·lectuals negres va començar a entreteixir d'una manera científica el sentiment de pertinença a una comunitat racial. En els anys previs a la Guerra Civil, alguns científics del sud havien produït un material de racialisme que justifiqués la institució.
El racialisme negre d'aquell moment no ha de ser confós amb el racialisme blanc, mentre que aquest últim pretenia preparar el camp per a justificar la superioritat d'una raça sobre una altra i enfortir la pràctica esclavista, el segon buscava sobretot arguments de defensa i una revaloració de la persona negra. És per això que el racialisme negre és conegut com a pannegrisme. Entre els primers teòrics del pannegrisme, es troben Martín R. Delany, Alexander Crummell i Edward Wilmot Blyden. El debat que sostenien aquests autors se centrava en la història i la filosofia perquè les idees hegelianes sobre la destinació dels pobles, entès el terme d'una manera molt racial, ho impregnaven tot.

#### La situació a Àfrica
A Àfrica entre la Conferència de Berlín (1884-1885) i la fi de la Primera Guerra Mundial, nombrosos moviments nacionals i civils, tant pacífics com armats, s'havien estat oposant a la denominada colonització d'Àfrica, de fet una invasió. No obstant això la majoria d'aquestes iniciatives estaven condemnades al fracàs per la seva fragmentació i per l'escassa tecnologia armamentística disponible. Àfrica estava extenuada pels efectes del llarg tràfic d'esclaus que havien frenat el creixement demogràfic del continent i havia generat una espiral d'odis interns fomentats des d'Europa, pel que la identitat panafricana era escassa i se circumscrivia a les classes comerciants de les ciutats costaneres.

### Factors del sorgiment del panafricanisme

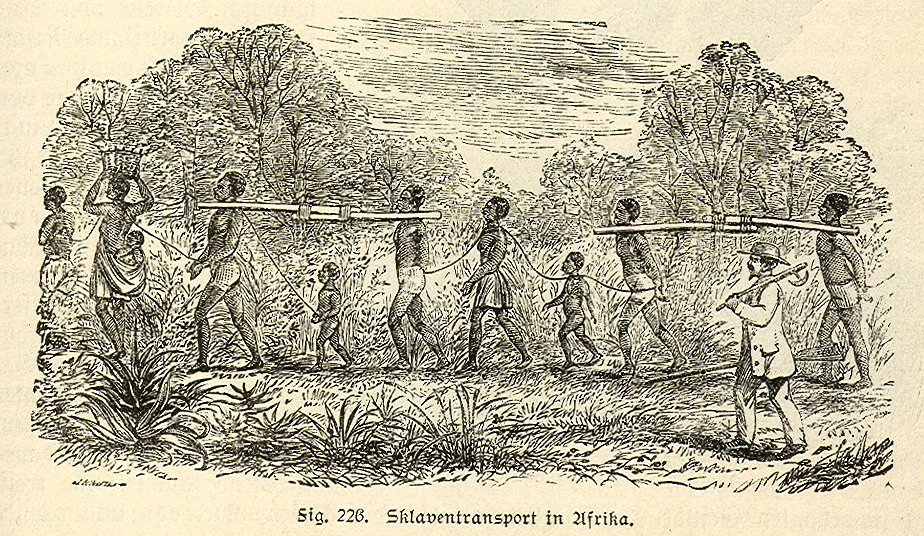
Gravat del que mostra una fila d'esclaus tot just capturats a Àfrica.

El panafricanisme pròpiament dit no hagués existit sense la conjunció de tres factors primordials. El primer i el qual li dona raó de ser; és l'esclavisme occidental i l'explotació de les persones negres a Amèrica i Àfrica així com la carrera colonialista d'Europa a Àfrica. El segon factor serà la presència als Estats Units d'emigrats i estudiants procedents de les Antilles, una àrea geogràfica amb una llarga tradició de moviments d'emancipació i acte alliberament d'esclaus. Finalment, cap destacar l'activitat i producció d'intel·lectuals negres com Du Bois.

### La Conferència Panafricana de 1900
A Trinitat, llavors una colònia britànica, J.J. Thomas havia escrit un tractatFroudacity ja en 1869, que refutava els arguments que circulaven en el món anglosaxó que asseguraven que les persones negres no podien autogovernar-se. Les idees de Thomas van influir en persones com Henry Sylvester Williams un advocat conservador resident a Gran Bretanya especialitzat a defensar les causes sobre abús d'autoritat. La preocupació de Williams per la condició dels africans i els abusos comesos pels colons el van dur a organitzar l'Associació Africana en 1897 que va possibilitar la celebració de la Primera Conferència Panafricana a Londres en juliol de 1900, reunint entorn de 30 representants africans i descendents d'africans de Sud i Sud-oest de l'Àfrica, Libèria, Estats Units i el Carib. Els objectius de la conferència eren: 
| « | Assegurar els drets civils i polítics per als africans i els seus descendents al voltant del món; motivar a les persones africanes on siguin a portar a terme projectes educatius industrials i comercials; millorar la condició dels Oprimits Negres a Àfrica, Amèrica l'Imperi Britànic i altres parts del món. | » |

L'impuls de Williams va ser fonamental, es van fundar nombroses seus de l'Associació Africana, dita des de llavors panafricana. Williams va morir relativament jove, el 1911.

### Maduració del concepte

Repartiment d'Àfrica per les potències colonitzadores europees abans de la Primera Guerra Mundial (1913).
Imperi Alemany
Bèlgica
Espanya
França
Itàlia
Portugal
Regne Unit
Estats independents

En 1900 el Doctor Du Bois va ser secretari en la Conferència Panafricana organitzada per Henry Sylvester Williams., En aquells dies ja era professor d'Història i Economia i un activista involucrat en política, així mateix era redactor del periòdic Fisk Herald i havia publicat la seva tesi doctoral sobre l'erradicació del tràfic de persones esclavitzades. Ell va relacionar altres plantejaments que s'estaven donant com el Paneuropeisme o el Panamericanisme, amb la idea d'un govern per als africans. El concepte de partida d'aquestes idees era que els pobles havien de governar-se per si mateixos sense ingerències externes ni colonialismes. Però també que existien unes unitats continentals amb nexes històrics que havien de tendir a la unitat política, al mateix temps que desenvolupava la concepció que la raça negra tenia una destinació que complir i una gran aportació que fer a la Humanitat, mitjançant el desenvolupament de la seva independència d'acció.

#### El Primer Congrés Panafricà
La Primera Guerra Mundial va suposar un revulsiu per a Àfrica, un gran nombre d'africans van participar en les guerres europees a Àfrica. El Primer Congrés Panafricà organitzat per Du Bois en París en 1919 va posar sobre la taula l'exigència de contraprestacions. A aquest congrés van assistir nombroses personalitats amb pes polític en Àfrica i les seves decisions van ser vinculants fins al punt que van determinar en part com s'administrarien els territoris colonials que havia perdut Alemanya després de la seva derrota amb la Gran Guerra, si bé no es formulava el dret a l'autogovern.

### Segon, Tercer i Quart Congressos Panafricans
Després del Congrés de París, es van succeir més congressos sense més rellevància, ja que el context no permetia travessar la frontera traçada el 1919. Hom pot destacar que la tendència dels congressos fou incorporar cada vegada més a representants africans i a representants de grups d'esquerra europeus com els laboristes britànics que van fer sentir la seva presència a vegades entusiasta i a vegades criticant l'immobilisme. El panafricanisme va semblar llavors condemnat a ser un moviment de moderats amb escassa capacitat operativa.

### De Marcus Garvey a la Mística del Panafricanisme

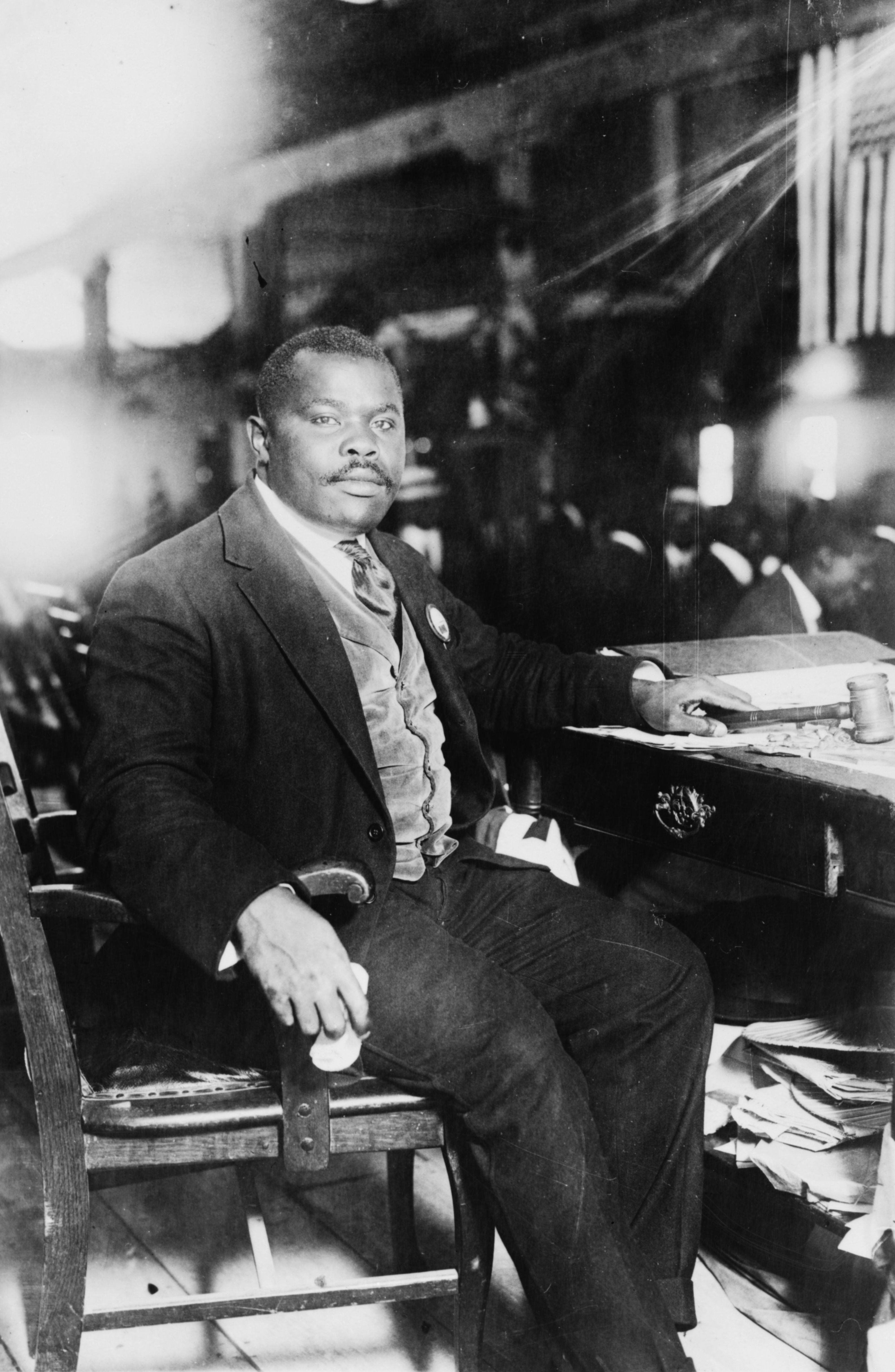
Fotografia de Marcus Garvey.

Paral·lelament als congressos panafricans, a l'àrea del Carib s'estava produint una revolució de caràcter messiànic i nacionalista. A principis del segle xx una sèrie de grups religiosos que reivindiquen el seu origen a Etiòpia i busquen proximitat amb l'Església Ortodoxa, es fan presents en al Carib anglosaxó. En 1914 l'africà-jamaicà Marcus Garvey (1887-1940), funda el qual serà el grup nacionalista africà-americà amb major nombre d'integrants de la història, es tracta de l'Associació Universal de Desenvolupament Negre i la Lliga de Comunitats Africanes (UNIA). En 1918 Garvey funda la seu de Nova York que serà la qual tindrà més projecció.
El 1920 la UNIA tenia prop de quatre milions de socis i un capital considerable. Comptava amb una publicació pròpia, la revista Negro World i una tendència religiosa pròpia, l'Església Ortodoxa Garveyista. La filosofia política de Garvey era un nacionalisme negre i va promulgar la tornada a Àfrica. Va fundar la Companyia marítima Black Star Line que va adquirir dos grans bucs que per raons tècniques no van arribar a transportar a ningú a Àfrica. Garvey era un gran orador i va convèncer a les masses negres de la necessitat d'un país propi, va llançar el concepte que el negre és bell i va afirmar que un emperador, seria coronat com rei de tots els africans.
No està gaire clar si Garvey es referia a si mateix, de fet havia realitzat una intensa campanya entre els polítics de Libèria i alguns reis tradicionals. El moviment de Garvey es va interrompre sobtadament amb el seu empresonament als Estats Units, sota els càrrecs de frau fiscal, i la seva posterior expulsió en una de les primeres operacions nord-americanes de contrainsurgència. Si Garvey va cometre o no frau pot ser una mica secundari, car la veritat és que es va prendre molt de debò la seva tasca i els historiadors es pregunten ara que hagués passat de triomfar el seu moviment. Garvey va morir a Londres el 1940 oblidat i desacreditat per alguns sectors del nacionalisme negre.
A despit del que Garvey pensava, grups d'ortodoxos jamaicans van començar a prendre les paraules de Garvey sobre la coronació d'un Rei de tots els africans com una profecia. Paral·lelament van començar a adoptar la Holy Piby com a text sagrat, es tractava d'una col·lecció de textos etíops amb una versió distinta de l'oficial sobre els esdeveniments bíblics. La situació va arribar al paroxisme quan es va creure complerta la profecia de Garvey amb la coronación de Haile Selassie com a emperador d'Etiòpia en 1930, llavors els seguidors van adoptar el nom de Ras Tafari, en honor del títol de Selassie abans del seu coronación. Garvey va negar que Haile Selassie fos l'emperador que ell havia predit, però els rastafarians van recordar que també Pau havia dubtat de Jesús i amb això es va solucionar la contradicció.
El rastafarisme va evolucionar i es va convertir en un esperó perquè el mateix emperador etíop adoptés postures reformistes. Els esdeveniments de la invasió dels feixistes italians i el posterior alliberament, així com la visita de Haile Selassie a Jamaica en 1966 van reforçar extraordinàriament el moviment. Amb la caiguda de Haile Selassie en 1974 es van enfonsar els somnis de molts rastafarians i etiopianistes i la realitat dels somnis no assolits va fer que molts es refugiessin en un món de símbols místics i un cert afro-pessimisme a l'espera de la caiguda de la Gran Babilònia, és a dir, la societat capitalista blanca.

### La Négritude
També en una conjunció entre Àfrica i Amèrica, en aquest caso la colònia francesa de Martinica, un grup d'intel·lectuals crearia, a París, un moviment d'afirmació de valors de les cultures negres a principis del segle xx. Es tractava de la négritude, una versió francòfona de l'orgull negre. Els seus supòsits eren primordialment estètics en principi, car els seus creadors eren poetes; Léon Gontran Damas, Aimé Césaire i Léopold Sédar Senghor, però principalment a través de l'acció d'aquest últim, el moviment va derivar cap a una postura política d'afirmació dels valors africans. Léopold Sédar Senghor, seria després el primer president del Senegal independent, però aviat va demostrar que la seva postura moderada no deixava lloc a revolucions, l'exponent de la négritude filosòfica era en realitat intel·lectualment un autèntic francès, i defensava els interessos de França. El moviment négritude seria més influent que el Panafricanisme polític entre les comunitats africanes de Llatinoamèrica.

### El Cinquè Congrés Panafricà
Novament va ser un conflicte mundial la qual va possibilitar un canvi radical de postures. El Cinquè Congrés Panafricà celebrat a Manchester en 1945, després de la Segona Guerra Mundial, configura la forma actual del panafricanisme. La figura més prominent seria Kwame Nkrumah, que seria el 1957 el primer president de Ghana. També van anar al congrés els quals després serien presidents de Nigèria, Tanzània i Zàmbia, entre d'altres. En la declaració final redactada per Nkrumah, amb el rerefons del marc teòric de George Padmore es diu: 
| « | Creiem en el dret de tots els pobles a autogovernar-se. Afirmem el dret de tots els pobles colonitzats a controlar la seva destinació. Totes la colònies han de ser alliberades del control imperialista extern, sigui aquest, polític o econòmic. Els pobles colonitzats han de tenir el dret a triar el seu propi govern, un govern sense restriccions d'una potència estrangera. Diem als pobles de les colònies que han de lluitar per aquests objectius per qualssevol mitjans a la seva disposició. L'objectiu dels pobles imperialistes és l'explotació. Assegurant el dret als colonitzats a l'autogovern s'estarà derrotant aquest propòsit. Encara més, la lluita pel poder polític per part dels colonitzats és el primer pas, i el requisit previ, per a una completa emancipació econòmica i política. El Cinquè Congrés Panafricà, fa una crida als treballadors i els camperols de les colònies a organitzar-se eficaçment. Els treballadors de les colònies han d'estar en primera línia de la batalla contra l'imperialisme. El Cinquè Congrés Panafricà, flama als intel·lectuals i a les classes professionals de les colònies a prendre consciència de les seves responsabilitats. La llarga, llarga nit ha acabat. A través de la lluita pels drets sindicals, pel dret a formar cooperatives, llibertat de premsa, assemblea, manifestació i vaga; llibertat per a l'edició i divulgació de la literatura necessària per a l'educació de les masses, estareu utilitzant els únics mitjans pels quals la vostra llibertat pot ser aconseguida i mantinguda. Avui només hi ha un camí per a acció efectiva, l'organització de les masses. | » |

### Panafricanisme i independències africanes
En els anys 60 del segle xx les independències africanes es van succeir i la majoria dels moviments que les lideraven eren de caràcter socialista i identitari. Frantz Fanon condensava en el seu ideari el despertar dels pobles als quals se'ls havia arrabassat la seva capacitat d'autoafirmació. No obstant això un objectiu mai va poder complir-se, es tractava d'una de les premisses bàsiques del Panafricanisme; la unitat d'Àfrica en un únic Estat. Dos dels principals projectes panafricanistes; la Federació de Mali (1959-60) i la Federació Congo-Ghana van ser directament avortades per les potències colonials.

#### Perspectives després de les independències
L'All-African Peoples Conference celebrada a Accra, Ghana, encara que no és comptada entre els Congressos Panafricans històricament correlatius, serà el primer Congrés Panafricà en terreny africà i va reunir diversos països ja independents i autònoms. Entre la vehemència de Kwame Nkrumah que proposava els Estats Units d'Àfrica i les posicions pro-occidentals es va optar per crear l'Organització per a la Unitat Africana (OUA) en 1963, que va establir com premissa inicial respectar les fronteres colonials fent palesa per a tots els panafricanistes que no seria un instrument d'unitat.
Entre els anys 70 i els 90 el panafricanisme s'ha trobat de cara amb problemes diversos que han dispersat la seva atenció. A Àfrica la Guerra Freda no fou en absolut "freda" i els conflictes que propicien els blocs van fomentar l'incipient nacionalisme d'Estats exòtics creats per Europa, amb poc interès per la integració interna. Els interessos econòmic-polítics occidentals, units a la mateixa desestructuració del teixit social tradicional, també es van manifestar en forma d'inestabilitat i conflictes poc propicis al Panafricanisme.

### Sisè i setè Congressos Panafricans
Al juny de 1974 a instàncies de Julius Nyerere, el llavors president de Tanzània va tenir lloc a Dar es Salaam el Sisè Congrés Panafricà, el Congrés es va desenvolupar en l'ambient propiciat per les tensions entre raça i lluita política influïdes en gran manera pels Panteres Negres als EUA, entre les contribucions d'aquest congrés està l'assumpció de la multiracialitat de l'Àfrica. El Setè Congrés Panafricà va tenir lloc < Kampala, Uganda entre els dies 3 al 8 d'abril de 1994, aquest congrés ha estat àmpliament criticat per destacada presència de líders del maghreb considerats arabistes per part dels líders negres que acusen al congrés de desvirtuar l'esperit originari del Panafricanisme, potser la conseqüència més important del Congrés hagi estat la creació de la Pan African Women's Liberation Organization (PAWLO), Organització Panafricana d'Alliberament de Dones.
El Vuitè Congrés Panafricà ha estat convocat i ajornat en diverses ocasions, l'última el 2006 a Harare, Zimbàbue, en aquesta ocasió determinats sectors van considerar que el règim de Robert Mugabe no havia d'aplegar el Congrés.

### La diàspora a partir de les independències africanes
Als Estats Units la lluita del Moviment pels Drets Civils suposa una concentració excepcional d'energies intel·lectuals que només en part es desvien a Àfrica, sense aportar el que aquesta necessita. En aquest cas és Àfrica, a través de Nacions Unides, qui dona suport als afroamericans. Capdavanters com Omowale Malcolm X o Kwame Turé van recaptar suports a Àfrica per a la lluita contra el sistema racista a Amèrica del Nord. A partir dels anys 90 cobra força l'internacionalismo africà, de base socialista, de la Internacional Socialista Africana, el líder de la qual i ideòleg és Omali Yeshitela. No obstant això, aquest moviment, sembla circumscriure's a la diàspora africana, resident principalment en l'àmbit anglosaxó. La afrocentricitat formulada principalment pel doctor Molefi Kete Asante sobre investigacions de Cheick Anta Diop, per la seva banda, resulta en un vessant educatiu i filosòfica del panafricanisme que presenta correlacions amb la filosofia de la consciència negra, que va dur Kwame Nkrumah a afirmar la necessitat d'autogestió política en Àfrica.

## El panafricanisme actual

Membres de la Unió Africana.

La dialèctica que s'estableix entre nacionalisme africà, nacionalisme negre i panafricanisme és un problema destacable. La formulació d'una teoria política pragmàtica s'enfronta a les peculiaritats de tot un continent; grans grups diferenciats no semblen disposats a la unificació que no es percep sempre com a necessària, els països emergents desconfien d'haver d'implicar tot el pes del desenvolupament africà i des dels països pobres alguns sectors temen ser políticament eliminats.
Una altra vessant dels problemes del panafricanisme fa referència a la forma d'aconseguir l'objectiu de la unificació africana. Mentre que autors com Alí Mazrui, proposen l'expansionisme intern dels països més puixants per a incorporar als microestats, el corrent majoritari sembla advocar per una integració regional econòmica per a accedir a la integració política posterior, la qual cosa no oculta una certa imitació que la Unió Africana fa de la Unió Europea, fet que irrita als intel·lectuals africans que busquen l'originalitat política.
El panafricanisme contemporani denota la lentitud i burocratització del panafricanisme oficial que després de la creació de la Unió Africana, no sembla abordar la qüestió clau, la sobirania artificial heretada de les potències colonials. En les comunitats de la diàspora africana segueix viva la flama del Panafricanisme amb les lògiques especificitats pròpies de cada lloc. D'aquesta manera actualment és Europa, especialment Gran Bretanya, França i Espanya el lloc on el Panafricanismo adquireix nova saba.

## Crítiques al Panafricanisme
Dos grups principals de crítiques al panafricanisme han estat dirigides contra aquesta filosofia política: El primer grup, possibilista, incideix en la impossibilitat d'assolir la unitat africana a causa de la diversitat sociopolítica del Continent. El segon grup, crític, afirma que el panafricanisme és una ideologia nociva per a Àfrica, ja que es relacionaria amb una forma de essencialisme. Des del punt de vista del panafricanisme militant tals crítics són en realitat agents occidentals, o Enemics del panafricanisme, l'objectiu dels quals és minar el procés d'integració africana i la culminació de l'Estat panafricà.

### Enemics del Panafricanisme
A més, l'aplicació sobre el terreny polític de la ideologia panafricanista d'unitat i sobirania africana no ha estat exempta de dificultats. A partir de les independències africanes, anys 60 i anys 70 del Segle XX, el Panafricanisme ha sofert atacs polítics per part de les Potències occidentals neocolonialistes que veien perillar els seus interessos en cas que una unitat africana, derivés en un control africà dels recursos miners i agrícoles del Continent. En la història recent capdavanteres panafricanistes com Patrice Lumumba o Thomas Sankara han estat assassinats per a evitar la integració africana. En altres casos s'ha donat suport processos colpistes per a evitar integracions com en el cas de la Ghana de Kwame Nkrumah. Els enemics del panafricanisme són els poders polítics que s'oposen a la unitat africana sota postulats panafricanistes i els ideòlegs que els secunden generalment sota arguments possibilistes.

## Líders i filòsofs panafricanistes
- Henry Sylvester Williams
- William Edward Burghardt Du Bois
- Marcus Garvey
- Nnamdi Azikiwe
- George Padmore
- Kwame Nkrumah